# 寮國自由民族統一戰線
寮國自由民族統一戰線，即寮國依薩拉，是一個反法西斯、非共產主義的民族主義組織運動。
1945年10月12日，佩差拉·拉達納馮親王開創了這個運動。這個運動存在時間很短暫，在第二次世界大戰日本戰敗後出現，至法國殖民勢力復歸前成為寮國政府。這個運動目的是為了阻止法國重新控制寮國。此組織於1949年解散。

## 歷史
1944年，法國解放，戴高樂將軍上台執政。同時，日本太平洋陣線大敗，日本為保護在印度支那的統治，便在1945年3月把大部分法國殖民官員及老族居民囚禁。老撾國王西薩旺·馮在當時也被日軍囚禁。在首相佩差拉親王的催促下，國王西薩旺于1945年4月8日宣佈獨立，并加入大東亞共榮圈，佩差拉親王則繼續擔任新國家的首相。
日本投降後，法國殖民官員重新征服老撾，國王西薩旺同意讓法國殖民官員恢復以往的殖民統治，以反對佩差拉親王。同時，親王也通過發電報下令各省必須歸於他的政府，並警告他們準備好以抵抗任何的外國干預勢力。親王也于同年（1945年）的9月15日宣佈與南邊的占巴塞統一爲新國家。由於親王的做法有違法國殖民政府的殖民統治，因此國王于同年10月10日解除了親王的首相職位。
1945年10月12日，佩差拉親王聯同幾位老撾民族主義者成立了依薩拉政府，而該政府則在後來控制了該國政府重申了國家的獨立，因此親王便被譽爲「老撾獨立之父」。
但伊薩拉政府立即與殖民政府發生衝突：一個由34名成員組成的“人民委員會”於同年10月12日成立了一個眾議院，其中大多數任命的成員是事後才被告知他們的任命，並頒布了臨時憲法。蘇發努馮老撾獨立委員會與老撾伊薩拉政府於同年10月30日合併。親王宣布成立老撾王國，將所有邦國和瑯勃拉邦王國聯合起來，並於11月4日被任命老撾國家元首。被廢黜的西薩旺國王被安置在他位於瑯勃拉邦的宮殿中。